# El resquicio
El resquicio es una película de terror y suspenso coproducción de Colombia y Argentina de 2012 dirigida y escrita por Alfonso Acosta y protagonizada por Fiona Horsey, Alan Daicz, Maruia Shelton, Diego Peláez, Billy Heins, Santiago Heins y Victoria Gaitán. Esta producción colombo-argentina fue exhibida en importantes eventos a nivel mundial como el Festival de cine de Sao Paulo, el Festival de cine de Guadalajara y el Festival de cine de Róterdam en los Países Bajos.

## Sinopsis
Una familia se muda a una casa de campo para superar una muerte. Sin embargo, al llegar a este desolado lugar sus demonios internos afloran y contrario a superar sus problemas, entran en un infierno colectivo que los lleva a la locura.

## Reparto
- Fiona Horsey
- Alan Daicz
- Maruia Shelton
- Diego Peláez
- Billy Heins
- Santiago Heins
- Victoria Gaitán